# ییرژی بالاشتیک
ییرژی بالاشتیک (چکی: Jiří Balaštík؛ زادهٔ ۳۱ مهٔ ۱۹۵۱) بازیکن بسکتبال اهل چکسلواکی بود. وی در بازی‌های المپیک تابستانی ۱۹۷۲ شرکت کرده‌است.